# Gonomyia (Leiponeura) cooloola
Gonomyia (Leiponeura) cooloola is een tweevleugelige uit de familie steltmuggen (Limoniidae). De soort komt voor in het Australaziatisch gebied.